# Weveldhaus

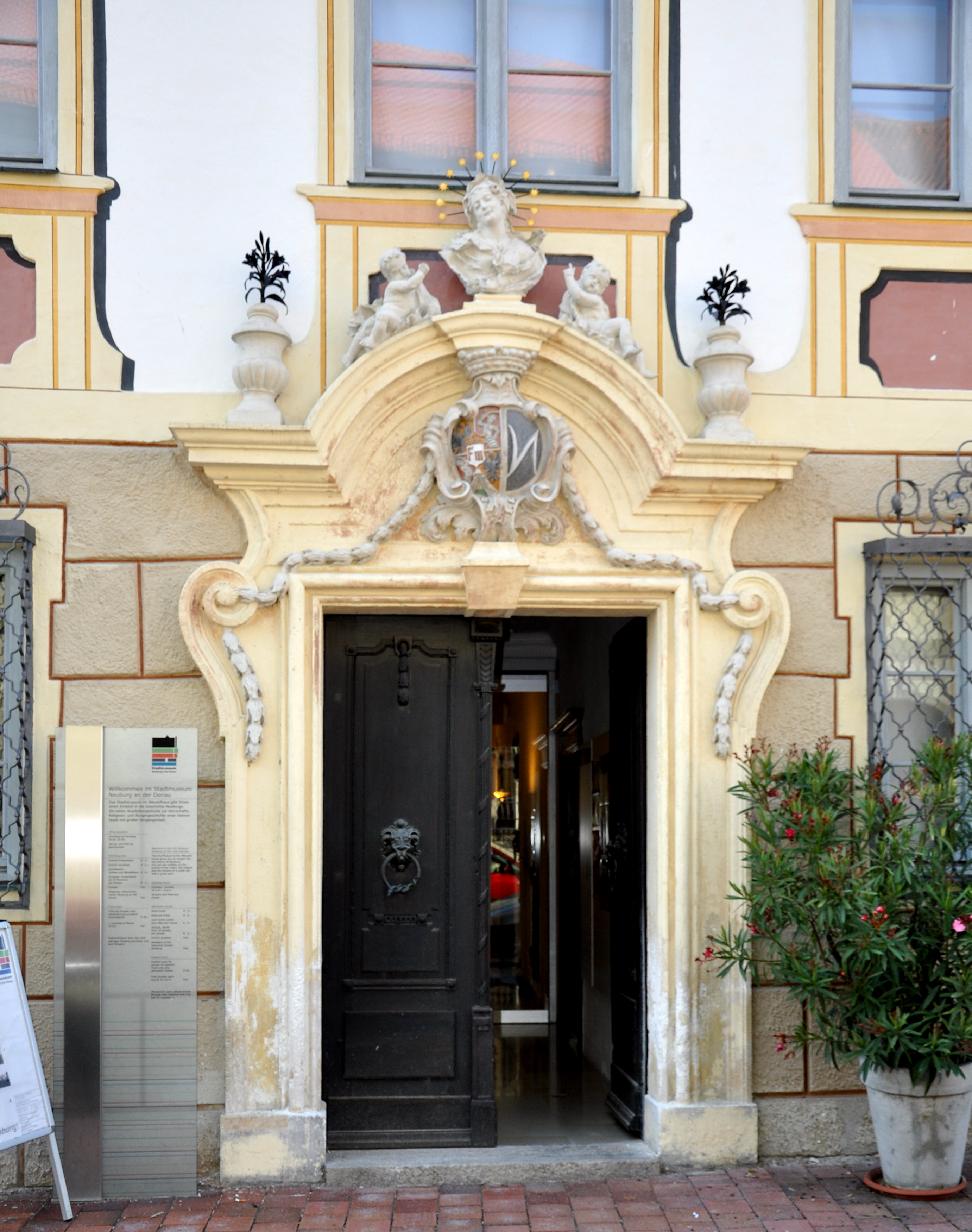
Weveldhaus. Portal wejściowy

Weveldhaus (pol. Dom Weveldów) - okazały pałac miejski przy Amalienstraße A 19, w centrum starego miasta Neuburg an der Donau w Górnej Bawarii w Niemczech. Od 2005 roku w budynku mieści się Muzeum Miejskie (niem. Neuburger Stadtmuseum), prowadzone przez Historisches Verein Neuburg.

## Położenie
Weveldhaus znajduje się pomiędzy Karlsplatz i Amalienstraße, w północnej części Górnego Starego Miasta (niem. Oberen Altstadt). Wznosi się w pobliżu kościoła parafialnego św. Piotra, niedaleko brzegu Dunaju.

## Nazwa
Nosi nazwę od szlacheckiej rodziny von Weveld, zasłużonej w czasie wojny trzydziestoletniej, która była właścicielem domu od 1713 do 1930 roku. Pełnił rolę zimowej rezydencji rodziny, która posiadała jeszcze pałac Sinning, położony ok. 10 km od miasta.

## Historia
Budynek w pierwotnej formie został zbudowany w 1517 roku, o czym świadczy kamienny herb pod wykuszem. Zleceniodawcą był Martin Lerch, który w latach 1515-1521 był mistrzem menniczym księstwa Palatynatu-Neuburg. W 1550 roku hol wejściowy pałacu został ozdobiony renesansowymi malowidłami, które jednak zostały zatynkowane ponad 50 lat później. Po zakończeniu wojny trzydziestoletniej i około 1690 r. dom został przebudowany. Wszystkie kondygnacje wyposażono w dymne kuchnie i ustępy, a z tyłu dobudowano klatkę schodową.
W latach 1713–1715, już za czasów Wilhelma Adama Baldwina Wevelda, budynek został przebudowany do postaci pałacu miejskiego przez Gabriela de Gabrieli, nadwornego budowniczego dworu książąt-biskupów Eichstätt. Podwyższono go o jedno piętro i przeprojektowano elewację w stylu barokowym. Otrzymała ona okazały portal z kartuszem herbowym, zawierającym herby Wavelda i jego żony (rodz. von Pidenfeld), zwieńczony pięknym popiersiem Madonny oraz wykusz w południowo-wschodnim narożniku. Wnętrza zostały ozdobione misternymi sztukateriami. Od czasu ostatniej renowacji dokonanej przez Wevelda, budynek pozostał prawie w niezmienionym stanie, co czyni go ważnym świadectwem dzisiejszej architektury barokowej.

## Architektura
Murowany budynek na rzucie prostokąta posiada zwartą bryłę, wkomponowaną w narożnik ulicy i placu. Charakterystyczne jest, że dla podkreślenia rangi rezydencji uformowano ją szczytem w kierunku placu, tak by był ona dobrze widoczny, chociaż wejście pozostawiono od strony ulicy. Trójkondygnacyjny obecnie budynek nakryty jest dwuspadowym dachem, w którym mieszczą się dwie kolejne kondygnacje użytkowe. Ściana szczytowa czteroosiowa, o nierównomiernie rozmieszczonych osiach (co wynikło z barokowej przebudowy budynku), zwieńczona trójkątnym szczytem podzielonym dwoma gzymsami i ozdobionym spływami wolutowymi i sterczynami. Ściana od ulicy sześcioosiowa. Skrzydła drzwiowe w głównym portalu, w stylu Ludwika XVI, są wyposażone w kołatki z brązu. Południowo-wschodni narożnik ozdobiony wydatnym, dwukondygnacyjnym wykuszem, na wysokości pierwszego piętra na rzucie ośmiobocznym, na wysokości drugiego piętra prostokątnym.